# 新田恵海
新田 恵海（にった えみ、1985年12月10日 - ）は、日本の声優、歌手、舞台女優。長野県長野市出身。ディファレンス（マネジメント）、ストレイキャッツ（音楽レーベル）に所属
。
愛称はえみつん（レーベル名の「emitsun」も、自身の愛称から採られている）。μ'sのメンバーでもある。公式ファンクラブは、「EmiRing◎」。ファンの呼称は「恵海人（えみんちゅ）」
。

## 略歴
長野県篠ノ井高等学校卒業後
、洗足学園音楽大学に入学、声楽コース卒業・専攻科修了。高校時代に友人と音楽ユニットを結成し、音楽活動を行っていた。大学時代は学生ミュージカルに夢中になり、ミュージカル仲間と始めたボランティア活動では童謡や唱歌、歌謡曲なども歌っていた。
2009年3月、株式会社S 新人アーティストオーディションにてグランプリを受賞した。グランプリを受賞した瞬間に、「ああ、私やっぱり一生歌を歌っていこう」と決意。2010年4月、株式会社Sに入所した。ゲーム・OVA『T.P.さくら 〜タイムパラディンさくら〜』の白河ことり役で声優デビュー。元々は歌手活動を志しオーディションに参加したが、佐藤ひろ美からの誘いがきっかけで声優活動を開始した。
2012年1月、PSPゲーム『リトル・ウィッチ パルフェ 黒猫魔法店物語』のオープニングテーマ「HEARTFUL WISH」にて歌手デビュー。同年、μ'sの一員としてAnimelo Summer Liveに初出演、2015年にはソロでも出演した。
2014年9月、「笑顔と笑顔で始まるよ!」でブシロードミュージックの個人レーベル「emitsun」より、ソロシンガーとしてメジャーデビュー。
2015年2月、声帯結節が発見されたため、短期間の休養を発表した。前年から喉の違和感を感じていた。同年、第9回声優アワードにて、μ'sの一員として歌唱賞を受賞。
2015年7月、『アニソンCLUB!-i』で共演している大橋彩香と共に声優ユニット「つん♡へご」を結成。
2015年10月16日、自身の公式HPを開設。同時に、公式ファンクラブ「EmiRing◎」を発足させた。「EmiRing◎」という名称には、「えみつんの〝わ〟」及び「えみりんご」という意味が込められている。
2015年10月21日、1stアルバム『EMUSIC』をリリースした。タイトルの「EMUSIC」（エミュージック）は「恵海の音楽」、「良い音楽」、「笑み（笑顔）の音楽」を意味する言葉であり、新田恵海の音楽の総称を表す言葉でもある。
2015年11月8日、自身初のワンマンライブ「EMUSIC〜始まりの場所〜」をTOKYO DOME CITY HALLにて開催した。
2015年12月31日、μ'sの一員として第66回NHK紅白歌合戦に初出場した。
2017年8月末をもって株式会社Sを退所、翌9月1日付けで株式会社ディファレンスへ移籍。
2019年12月10日、自身の誕生日にD.C.Ⅲ、T.P.さくら、ラブライブ!などの元プロデューサーとして声優デビュー直後から縁のある木皿陽平率いるストレイキャッツより、アーティスト活動を“Re-Debut”(事実上の再始動)し、2020年3月25日にシングル「Sing Ring」を発売することを発表。一方12月26日には、数年前から発声障害を患い、なおも回復途上であることを明かした。

## 活動
幼少時からずっと歌が大好きだった一方で、歌が周りにあることが「当たり前になりすぎて」おり、歌手を目指すことは当初は「まったく考えていなかった」。小学校高学年のときにクラブ活動で演劇部に入ったことがきっかけで、「お芝居って楽しい！」と思うようになり、そのころからずっと役者に憧れを持っていた。高校生で進路を決める際、「やっぱり自分は音楽が大好きだ」という想いをずっと抱いていたことに気づき、実際にその時点でも既に曲を書いたり自分で歌ったりしている。音楽大学への進学を目指した理由としては、母が「やっぱりあなたは音楽で表現してるときがいちばん活き活きしているし、もっと勉強したいならすればいいと思う。音大っていう選択肢もあるよ」と後押ししてくれたことが大きかったこと、及び、「自分という楽器の鳴らし方を覚えたらそれが楽しくて、もっと声楽を勉強したいなと思って音大への進学を決めましたね」といったエピソードを挙げている。
大学生活は音楽漬けの毎日で、学生ミュージカルに熱中していた。大学卒業が迫って進路を考えるにあたり、「やっぱり自分は歌が好きだと」ということの他に、「ハスキーで高めの声」で歌える歌を模索していたときに、石田燿子の「乙女のポリシー」が大好きであることを思い出し、アニメソングの世界を志した。後に「アニソン オーディション」と検索をかけると、偶然にもSのオーディションが開催されており、締め切りギリギリで駆け込んでオーディションに間に合った。
『ラブライブ!』では高坂穂乃果役を演じているが、作品にも役にも思い入れが強く、インタビュー記事でも、「高坂穂乃果 CV.新田恵海」とファンからは認識されていると思う、あるいは、「えみつんは穂乃果そのまんまだよね」とファンから結構言われる、と発言。また、「μ's」としてのデビュー作品である「僕らのLIVE 君とのLIFE」は、「素直になんの癖もなくまっすぐ新田恵海として歌っている歌」と述べている。また、高坂穂乃果については、「前を向いているような、それでいて並んでくれているような、ほんとに太陽のような存在だなあってすごく思います」、「あなたに出会って、私の人生は大きく変わりました。あなたの輝きの一部分でいられることが、私の誇りで、私のいのちです」と、思いを綴っている。
歌手活動においては、かつてElements Garden及び畑亜貴との結び付きが強かった。Elements Gardenは、かつての所属事務所であるSと関係が深く、声優活動と並行して提供楽曲の仮歌やコーラスを担当してきた、畑亜貴とは、μ'sとして（実質的に）すべての歌詞を提供を受けてきた間柄である。また、ソロ歌手としてのメジャーデビュー以後も、シングル曲である「笑顔と笑顔で始まるよ!」「探求Dreaming」でElements Gardenから楽曲提供を受けており、畑亜貴からは歌詞提供を受けている。
デイファレンス移籍後、初のオリジナルアルバム「EMUSIC 32 -meets you-」（2018年5月16日発売）では、Elements Gardenのプロデュース・楽曲提供を一切受けていない。

## 人物
小学校時代から、西川貴教のファンだった他、影響を受けた人物として、坂本真綾を挙げている。
蒼井翔太からは「つん姉」と呼ばれ、東京のお姉ちゃんとして慕われている。
趣味はカフェめぐり、恐竜研究。特に恐竜については、幼少期は恐竜博士になりたかったほど思い入れが強い。2012年に「恐竜王国2012」応援ラジオ番組のパーソナリティを務め、恐竜好き声優としてテレビ朝日『業界トップニュース』にも出演した。2013年には全日本恐竜検定3級に合格した。

## 出演
太字はメインキャラクター。

### テレビアニメ
2011年
- うたの☆プリンスさまっ♪（2011年 - 2013年、女子高生、四ノ宮那月〈少年時代〉 他） - 2シリーズ
- 境界線上のホライゾン（2011年 - 2012年、マルガ・ナルゼ） - 2シリーズ

2013年
- D.C.III 〜ダ・カーポIII〜（森園立夏）
- 勇者になれなかった俺はしぶしぶ就職を決意しました。（エルザ・クルーシアル）
- ラブライブ!（2013年 - 2014年、高坂穂乃果） - 2シリーズ

2014年
- カードファイト!! ヴァンガードG（2014年 - 2016年、安城トコハ〈初代〉） - 3シリーズ
- 普通の女子校生が【ろこどる】やってみた。（美馬都）

2015年
- 実は私は（紅本明里）
- 探偵歌劇 ミルキィホームズ TD（天城茉莉音）
- 山田くんと7人の魔女（深沢冴子）

2016年
- アイコトバ（桐原アイ） - 『アイキャラ2』番組枠内アニメ
- ナゾトキネ（宝川日向）
- ファンタシースターオンライン2 ジ アニメーション（シルバ）

2017年
- まけるな!!あくのぐんだん!（KAKUWA☆なれ〜しょんず 12話さん）
- 無責任ギャラクシー☆タイラー（ナレーション、ナビ）
- カイトアンサ（宝川日向）
- 18if（美咲）

2018年
- ケッケロケー（ケッケロ 他）
- 黒猫モンロヲ（モンロヲ）
- Caligula -カリギュラ-（スイートP）

2019年
- KING OF PRISM -Shiny Seven Stars-（法月愛）

2020年
- まるまるマヌル（マヌルくん）
- プリンセスコネクト!Re:Dive（2020年 - 2022年、マヒル） - 2シリーズ
- カオルの大切なモノ（マリ）

2021年
- 戦闘員、派遣します!（アーティファクト）

2022年
- イロドリミドリ（明坂芹菜）

2023年
- 忍ばない!クリプトニンジャ咲耶（弁天）

### 劇場アニメ
- ラブライブ!The School Idol Movie（2015年、高坂穂乃果[77]）
- ダヤンとジタン（2019年、ローク[78]）
- KING OF PRISM ALL STARS -プリズムショー☆ベストテン-（2020年、観客）
- クレヨンしんちゃん オラたちの恐竜日記（2024年）

### OVA
- ラブライブ!（2010年 - 2016年、高坂穂乃果） - 7作品
- T.P.さくら 時空樹防衛戦（2011年、白河ことり[79]）
- 普通の女子校生が【ろこどる】やってみた。（2014年、美馬都[80]）

### Webアニメ
- 1000ちゃんスペシャルショートドラマ（2014年 - 2016年、1000ちゃん） - 3シリーズ
- ロボットガールズZ プラス（2015年、ライっち〈ライキング〉[81]）
- 夜の国（2021年、紬[82]）

### ゲーム
2011年
- T.P.さくら 〜タイムパラディンさくら〜（白河ことり）

2012年
- D.C.III 〜ダ・カーポIII〜（森園立夏 /  リッカ・グリーンウッド）

2013年
- 神様と運命革命のパラドクス（竜崎クロウエル）
- 境界線上のホライゾン PORTABLE（ マルガ・ナルゼ ）
- D.C.III Plus 〜ダ・カーポIII プラス〜（森園立夏 / リッカ・グリーンウッド）
- フェアリーフェンサー エフ（エフォール）
- ラブライブ! スクールアイドルフェスティバル（2013年 - 2023年、高坂穂乃果）
- リング☆ドリーム 女子プロレス大戦（十六夜半月、佐和むつみ）

2014年
- 集めて!とらんぷ娘れくしょん（ナレーション、コレット）
- あやかしごはん（百）
- アンジュ・ヴィエルジュ（千尋、ミモザ）
- ウチの姫さまがいちばんカワイイ（電弦姫 リリコ・ヨーク）
- ガールズ×マジック（青柳さくら）
- 拡散性ミリオンアーサー（黒髪型フィオナーレ）
- 神様と運命覚醒のクロステーゼ（竜崎クロウエル）
- スカイ・ロア（オリビア）
- ラブライブ! School idol paradise（高坂穂乃果）
- ロボットガールズZ ONLINE（ライっち〈ライキング〉）

2015年
- イロドリミドリ（明坂芹菜）
- 乖離性ミリオンアーサー（フォオナーレ）
- ザクセスヘブン（超力くらら）
- ザクセスヘブン リベリオン（櫨染）
- STELLA GLOW（モルディモルト、ニキ）
- 超次元大戦 ネプテューヌVSセガ・ハード・ガールズ 夢の合体スペシャル（瀬賀初美）
- フェアリーフェンサー エフ ADVENT DARK FORCE（エフォール）
- プリンセスコネクト!（野戸まひる）

2016年
- カードファイト!! ヴァンガードG ストライド トゥ ビクトリー!!（安城トコハ）
- Caligula -カリギュラ-（スイートP）
- クロバラノワルキューレ Black Rose Valkyrie（アマル＝フランソン）
- すくみず!〜すくみ荘ミッションZ〜（聖川ひなた）
- ロードオブナイツ（女神フレイア）
- ラブライブ! スクールアイドルフェスティバル 〜after school ACTIVITY〜（高坂穂乃果）

2017年
- 月が導く異世界道中（ラティア、シャーロット）
- ファンタシースターオンライン2 es（アストラルライザー）

2018年
- りっく☆じあ〜す（AMX-56 ルクレール、福知山凛子、一文字はるな）
- プリンセスコネクト！Re:Dive（2018年 - 2024年、マヒル / 野戸まひる）
- ぷちぐるラブライブ!（高坂穂乃果）
- Caligula Overdose -カリギュラ オーバードーズ-（スイートP）

2019年
- TRAVIA RETURNS（セイバー）
- グランブルーファンタジー（高坂穂乃果）
- ラブライブ! スクールアイドルフェスティバル ALL STARS（2019年 - 2023年、高坂穂乃果）
- 錬神のアストラル（ジャクリーン・モリアーティ）

2020年
- 絵師神の絆（マツリ）
- メガミラクルフォース（エフォール）
- レッド: プライドオブエデン（フラワー）

2021年
- ラブライブ!スクールアイドルフェスティバル 〜after school ACTIVITY〜 わいわい!Home Meeting!!（高坂穂乃果）

2022年
- プリコネ！グランドマスターズ（マヒル）
- フェアリーフェンサー エフ Refrain Chord（エフォール）

2023年
- ラブライブ! スクールアイドルフェスティバル2 MIRACLE LIVE!（2023年 - 2024年、高坂穂乃果）
- D.C.III P.S. 〜ダ・カーポIII プラスストーリー〜（森園立夏）

2024年
- De:Lithe Last Memories（白波アマノ）

### ドラマCD
2010年
- ラブライブ!シリーズ（2010年 - 2014年、高坂穂乃果）

2012年
- 境界線上のホライゾンHR（マルガ・ナルゼ）
- D.C.III 〜ダ・カーポIII〜 特典ドラマCD（森園立夏）
- D.C.III 〜ダ・カーポIII〜 ドラマCDコレクション シリーズ（森園立夏）

2013年
- 渕東なぎさキャラクターボイスCD Vol.1 - 2（渕東なぎさ）

2014年
- Z/X -Zillions of enemy X- NF DramaCD (1)「超鋼神器ローレンシウム」（十二使徒 巨蟹宮ムリエル）

2015年
- D.C.III 〜ダ・カーポIII〜 D.C.III Side Stories シリーズ（森園立夏）
- 超次元大戦 ネプテューヌVSセガ・ハード・ガールズ 夢の合体スペシャル 限定版特典「楽屋裏のガールズ☆トーク」（瀬賀初美）
- ロボットガールズZ ガイキングLOD DVD-BOX VOL.1 初回封入特典「ガイキングLOD特別ドラマCD VOL.1」（ライっち）

2017年
- Z/X -Zillions of enemy X- NF DramaCD(11)「ソトゥニャシ放送局またたび」（ムリエル）

### ラジオドラマ
- TOKYO FM『リバーサイド・カフェ』（2013年、沼倉沙織）
- イロドリミドリ（2015年 - 、明坂芹菜）
- SBCラジオ『シンフォニー』（2022年、安達沙織）[135][136]

### 吹き替え

#### 映画
- ブランカとギター弾き（2017年、ブランカ[137][138]）
- ザ・ミスト（2019年、アナ〈オルガ・キュリレンコ〉）
- ダーク・スクール（2019年、キット〈アナソフィア・ロブ〉）
- 海の上のピアニスト（2020年、少女〈メラニー・ティエリー〉[139]）※BD版
- スモールワールド/15センチの魔法（2021年、エラ〈リナ・ヒュースカ〉[140]）
- スモール・アドベンチャー/パパママ救出大作戦（2021年、エラ〈リナ・ヒュースカ〉[141]）
- ファーザー（2021年、ローラ〈イモージェン・プーツ〉[142]）
- ハッピーウェディング 幸せの法則（2021年、ルーシー〈レイニー・カーウィン〉[143]）
- リトル・マウンテンボーイ/ウルスリのすず（2023年、セレイナ〈ジュリア・ジェイカー〉[144]）
- ナイトライド 時間は嗤う（2023年、ソフィア〈ジョアナ・リベイロ〉[145]）
- ヴィーガンズ・ハム（2023年、クロエ〈リサ・ド・クート・テイシェイラ〉[146]）
- メドゥーサ デラックス（2024年、ティンバ〈アニタ＝ジョイ・ウワジェ〉[147]）
- スパイダー/増殖（2024年、マノン〈リサ・ニャルコ〉[148]）
- チャーリー（2025年、デーヴィカ〈サンギータ・シュリンゲーリ〉[149]）

#### ドラマ
- 今宵天使が舞い降りる（2014年、ジェニー）
- オー・マイ・クムビ（英語版）（2018年、ユ・クムビ[150][151]）
- たった一人の私の味方（2019年、キム・ドラン〈ユイ〉[152]）
- ディスカバリー・オブ・ウィッチズ（2021年、ミリアム・シェパード〈アイーシャ・ハート〉[153]）
- デイナの恐竜図鑑（2023年、サーラ・ジェイン[154]）
  - デックスの恐竜図鑑（2025年、サーラ・ジェイン）

#### アニメ
- ディープ（2018年、アリス[155]）
- おじいさんと子猫の魔法の家（英語版）（2019年、サンダー）
- アグリードール（2020年、キティ）
- ナッツジョブ リバティパーク奪還作戦!!（2020年、アンディ）
- ブレッドウィナー（2020年、パヴァーナ[156]）
- 氷の国のスイフティ 北極危機一髪!（2020年、ジェイド[157]）
- ジャック&クロックハート 鳩時計の心臓をもつ少年（英語版）（2020年、ミス・アカシア[158]）
- パフィンの小さな島（2025年、ウーナ[159]）

### 特撮
- ドゲンジャーズ（2020年 - 2023年、アイドール[160][161]） - 2シリーズ[一覧 6]

### ナレーション
- 2012年！エンタメ先取りコンシェルジュ（2011年12月30日、テレビ東京）[162]
- テストの花道 ニューベンゼミ（2016年4月4日 - 2018年3月26日、NHK Eテレ）[163][164]
- うたに恋して!〜歌がつむぐ名曲ものがたり〜（2017年6月11日、BS日テレ）[165]
- 富士ソフト 筆ぐるめ25 PV（2017年8月31日、YouTube）[166][167]
- DVDFab X プロモーションビデオ（2017年）[168]
- LoveLive!Days ラブライブ！総合マガジン CMナレーション（2019年7月13日 - 2021年6月）[169]
- ワイルドネイチャー：ビッグ・キャット・マンス（2021年12月16日、ナショナル ジオグラフィック）[170]

### ラジオ
※はインターネット配信。
- ラジオT.P.さくら 風見学園初等部放送委員会（2010年 - 2011年、HiBiKi Radio Station※）[171]
- 風見学園新聞部（2012年 - 2013年、HiBiKi Radio Station※）
- 超!恐竜王国2012（2012年、超!A&G+※）[172]
- ラジオD.C.（2013年、HiBiKi Radio Station※）[173]
- 勇者になれなかった俺たちはしぶしぶラジオを始めました。略して、「しぶラジ」（2013年 - 2014年、ランティスウェブラジオ※）[174]
- 新田恵海と田村奈央の秋葉原情報満載!アキバペディア情報局（2013年 - 2014年、ラジカメSTATION!※）[175]
- 種田梨沙と新田恵海の新種ラジオ（2014年、超!A&G+※）[176]
- ラジオD.C.2014（2014年、HiBiKi Radio Station※）[177]
- 新田恵海のえみゅーじっく♪まじっく☆（2014年 - 2017年、HiBiKi Radio Station※）[178]
- ヴァンガードラジオG（2014年 - 2015年、HiBiKi Radio Station※）[179]
- ラジオ ヴァンガードG 挑め!掴め!トライスリー!!!（2015年 - 2016年、ラジオ大阪・HiBiKi Radio Station※）[180]
- 新田恵海のえみゅーじっく♪ろけっつ☆（2017年 - 、HiBiKi Radio Station※）[181]
- RADIO 1000ちゃんねる（2017年 - 2019年、HiBiKi Radio Station※）[182]
- COUNTDOWN FRIDAY 飯田里穂のオールアニソンTOP20（2017年9月29日 MC飯田里穂の代役、TS ONE※）[183]
- やまとうみとえみつん♪（2018年、マンガPark※）[184]
- 新田恵海のえみゅーじっく♪すぱいす☆（2019年 - 2022年 、HiBiKi Radio Station※）
- ラブライブ!シリーズのオールナイトニッポンGOLD（2019年、ニッポン放送）メインMC [185]
- 新田恵海のえみゅーじっく♪ふらっぐ☆（2022年 -  、HiBiKi Radio Station※）[186]

### ラジオCD
- 黒猫ラジオ マ法店再建計画（2012年）ゲスト
- 風見学園新聞部 ラジオCD vol.1 - 3（2012年 - 2013年）
- ラジオCD「ラブライブ！μ’s広報部〜にこりんぱな〜」 vol.2、4 - 7（2013年 - 2016年）ゲスト[187][188][189][190]
- 新田恵海のえみゅーじっく♪まじっく☆ つん1 - 11（2014年 - 2017年）
- ラジオCD「ラジオ ヴァンガードG 挑め！掴め！トライスリー!!!」Vol.1（2016年）
- 新田恵海のえみゅーじっく♪ろけっつ☆ つん1（2017年）

### テレビ番組
※はインターネット配信。
2011年
- ラブライ部 ニコ生課外活動 〜ことほのうみ〜 → 〜ことほのまき〜（5月23日 - 2013年12月20日、ニコニコ生放送※）
- 境界線上のホライゾン 生勉強会（2011年 - 2012年、※）

2013年
- 風見学園新聞部 活動報告〜体験入部者は君だ!〜（1月19日 - 3月16日、ニコニコ生放送※）
- 徳井青空×新田恵海☆ファイブクロス生対戦（11月18日 - ?、ニコニコ生放送※）

2014年
- オトナの! ファイブクロスロード（1月8日 - 3月26日、TBSテレビ）
- ニコ生ラブライブ!アワー えみつんファイトクラブ（4月18日 - 12月26日、ニコニコ生放送※）
- えみちょこちゃんねる（7月23日 - 8月28日、YouTube※）
- アニメマシテ（9月9日・9月16日、テレビ東京）
- 月刊ブシロードTV（10月3日 - 2015年6月26日、TOKYO MX）MC
- リスアニ! TV「新田恵海の“恵海の幸”」（10月11日 - 12月20日、TOKYO MX）

2015年
- 柴犬まるの戦後70年まるワカリ!?（NHK、さくらの声）
- アニソンCLUB!-i（1月8日 - 2016年、TOKYO MX）MC
- ニコ生ラブライブ！アワー のぞほの☆バラエティボックス（2月27日 - 8月22日、ニコニコ生放送※）

2016年
- アイキャラ（1月14日 - 3月31日、日本テレビ）レギュラーゲスト
- でじあな☆BOX（11月21日 - 2017年1月19日、ニコニコ生放送・YouTube等※、桐原アイ）MC

2018年
- ラブライブ!AbemaTVスクスタ特番!〜スクールアイドル大集合〜（1月28日、AbemaTV※）
- 新田恵海の恐竜DEEP（10月10日 -、MONDO TV）

2020年
- 新田恵海の女子トク旅（1月 -、旅チャンネル）

2022年
- えみつんキャンプ!（4月6日 -、MONDO TV）

2023年
- アルコ&ピースの六本木で恐竜を科学する（8月19日、TOKYO MX）

- 「ゆめ まっしぐら」篠ノ井高校100年の歩み（12月31日、長野朝日放送）

### 映像商品
- ラブライブ! μ's First LoveLive!（2012年、高坂穂乃果）
- ラブライブ! μ's 3rd Anniversary LoveLive!（2013年、高坂穂乃果）
- ラブライブ! μ's →NEXT LoveLive! 2014 〜ENDLESS PARADE〜（2014年、高坂穂乃果）
- ラブライブ! μ's Go→Go! LoveLive! 2015 〜Dream Sensation!〜（2015年、高坂穂乃果）
- ラブライブ! μ's Final LoveLive!〜μ'sic Forever♪♪♪♪♪♪♪♪♪〜（2016年、高坂穂乃果）
- 金朋声優ラボ Vol.4（2014年）ゲスト[205]
- ファンタシースターオンライン2-ON STAGE-（2015年、ユミ）[206]
- ライブ 探偵歌劇 ミルキィホームズ TD『とろとろどんどん』（2015年、天城茉莉音・本人名義）
- S夏祭り2015ライブDVD（2015年）[207]
- 『PSO』シリーズ15周年記念コンサート「シンパシー2015」（2016年）
- Animelo Summer Live 2015 -THE GATE-（2016年）
- S冬祭り2015ライブDVD（2016年）[208]
- 新田恵海1st Live「EMUSIC〜始まりの場所〜」（2016年）
- 新田恵海 LIVE 2016 EAST EMUSIC〜つなぐメロディー〜（2016年）
- 声優シェアハウス 渕上舞の今日は雨だから… Vol.3（2016年）ゲスト[209][210]

### 舞台・朗読劇
- ファンタシースターオンライン2 -ON STAGE-（2014年、青山劇場） - 主演・ユミ 役[211][212]
- 大人のためのヒーリング・朗読コンサート「星の王子さま」（2015年、たましんRISURUホール・大ホール） - 朗読・歌[213]
- こどもオペラ『おんがくねずみ ジェラルディン』（2016年 - 2017年） - 朗読・演奏[214][215][216]
- 小学生のための音楽会 らんどせるシリーズ「ぜんぶきく、ベートーヴェン! 〜キミにとどく9つのゆうき〜」（2016年、石川県立音楽堂・コンサートホール） - ナビゲーター[217][218]
- ミュージカル『キューティ・ブロンド』（2017年・2019年、シアタークリエ・他） - ヴィヴィアン 役[219][220]
- ミュージカル「恋する♡ヴァンパイア」（2018年、天王洲 銀河劇場・他） - サニー 役（Wキャスト）[221]
- 東京シティ・バレエ団 “セリフ付き”バレエ「白鳥の湖」（2018年、ティアラこうとう 大ホール） - 朗読（オデット、オディール）[222]
- Black Wings Project NEW BRITISH MUSICAL『In Touch』（2018年、水戸芸術館ACM劇場、シアタートラム）[223]
- RED&BEAR 〜クィーンサンシャイン号殺人事件〜（2020年、サンシャイン劇場）[224]
- タイムリープガール〜80's歌のヒットパレード〜（2021年3月13日、うち劇）ユーミン 役[225]
- 舞台『D.C.III～ダ・カーポIII～君と旅する時の魔法』（2021年11月17日 - 21日、ニッショーホール）森園立夏/リッカ・グリーンウッド 役[226]
- READPIA × STU48 オリジナル朗読劇「静かな時の上の方」（2022年3月5日 - 6日、ところざわサクラタウン ジャパンパビリオン ホールA）[227]
- PIANIST（2022年8月31日 - 9月4日、博品館劇場） - 沙織 役[228]
- 聖なる怪物（2023年3月10日 - 19日、新国立劇場） - 声の出演[229]
- 進戯団 夢命クラシックス#27『花音』（2023年3月16日 - 21日、シアターサンモール） - 森羅 役[230]
- 舞台『D.C.III～ダ・カーポIII～ミライへの伝言』（2023年4月19日 - 24日、飛行船シアター）リッカ・グリーンウッド/森園立夏 役
- 舞台『MIANEYO』（2024年3月20日 - 24日、俳優座劇場）焼肉屋の店主 役[231]
- 舞台『殺し屋にくびったけ』（2025年3月26日 - 30日、六行会ホール）主演[232]
- ミュージカル『信長〜朧本能寺〜』（2025年6月12日 - 16日、IMAホール） - お市 役[233]
- 舞台『タタラの唄姫』（2025年7月19日 - 27日、シアター・アルファ東京） - 篠笛加奈 役[234]

## 書籍・連載
- 新田恵海の＊蜜りんごDAYS＊（2011年 - 2012年、こえぽた）[235]
- 新田恵海のほ・ほ・え・み Happy Music♪（2014年 - 、リスアニ!、エムオン・エンタテインメント）[236]
- 新田恵海のセンチメンタルCafe（2015年 - 2017年、声優パラダイスR、秋田書店）[237]
- 新田恵海のほ・ほ・え・み Happy Music♪（2017年、エムオン・エンタテインメント）[238]

### ファンブック
- 声地探訪 vol.3 新田恵海編 長野ノススメ（2018年、小学館）ISBN 978-4-7780-3617-1[239]

### 写真集
- Air~アイル~（2019年12月8日、講談社、撮影：小島マサヒロ）ISBN 978-4-06-516894-3

## その他コンテンツ
- 藤原よしこ『ピンクのしっぽ』（2012年、ボイスドラマ）実穂[240]
- オーイズミ マスコットキャラクター 1000ちゃん（2013年）[241]
- アルピコ交通上高地線 イメージキャラクター 渕東なぎさ（2013年）[2][242]
  - 上高地線 なぎさTRAIN車内アナウンス（土日休日限定、2018年9月29日-11月25日[243]、2019年4月20日-11月10日[244]）
- 新田恵海×読売新聞『編集手帳』（2015年、YouTube）朗読[245][246]
- UHA味覚糖「ぷっちょワールド ラブライブ!」、「ぷっちょワールド ラブライブ! 第2弾」（2015年・2016年、CM）唄[247][248]
- 探偵歌劇 ミルキィホームズ TD 消えた7と奇跡の歌（2016年、パチスロ）天城茉莉音[249]
- Listen with レギュラープログラム（2017年4月 - 6月）レギュラーDJ[250][251]
- Cheer球部!（2021年 - 2022年、月刊ホビージャパン読者参加企画）雪城亜耶羽[252]

## ディスコグラフィ

### シングル
|                        | 発売日                 | タイトル               | 規格品番               | 規格品番               | オリコン 最高位        |
| 生産限定盤             | 発売日                 | タイトル               | 通常盤                 |                        | オリコン 最高位        |
| ブシロードミュージック | ブシロードミュージック | ブシロードミュージック | ブシロードミュージック | ブシロードミュージック | ブシロードミュージック |
| ---------------------- | ---------------------- | ---------------------- | ---------------------- | ---------------------- | ---------------------- |
| 1st                    | 2014年9月10日          | 笑顔と笑顔で始まるよ!  | EMTN-10002             | EMTN-10001             | 12位                   |
| 2nd                    | 2015年2月18日          | 探求Dreaming           | EMTN-10004             | EMTN-10003             | 15位                   |
| 3rd                    | 2015年2月18日          | NEXT PHASE             | EMTN-10006             | EMTN-10005             | 12位                   |
| 4th                    | 2016年2月17日          | 盟約の彼方             | EMTN-10011             | EMTN-10010             | 14位                   |
| 5th                    | 2017年4月19日          | ROCKET HEART           | EMTN-10015             | EMTN-10014             | 13位                   |
| ストレイキャッツ       |                        |                        |                        |                        |                        |
| 1st                    | 2020年3月25日          | Sing Ring              |                        | XNST-10021             | 27位                   |

### アルバム

#### オリジナルアルバム
|        | 発売日         | タイトル              | 規格品番                                                               | 規格品番   | オリコン 最高位 |
| 限定盤 | 発売日         | タイトル              | 通常盤                                                                 |            | オリコン 最高位 |
| ------ | -------------- | --------------------- | ---------------------------------------------------------------------- | ---------- | --------------- |
| 1st    | 2015年10月21日 | EMUSIC                | EMTN-10008（DVD付き限定盤） EMTN-10009（フォトブックレット付き限定盤） | EMTN-10007 | 7位             |
| 2nd    | 2018年5月16日  | EMUSIC 32 -meets you- | EMTN-10020（DVD付き限定盤） EMTN-10019（フォトブックレット付き限定盤） | EMTN-10021 | 17位            |

#### ベストアルバム
|     | 発売日        | タイトル        | 規格品番   | オリコン 最高位 |
| --- | ------------- | --------------- | ---------- | --------------- |
| 1st | 2017年7月19日 | Trace of EMUSIC | EMTN-10016 | 31位            |

### タイアップ曲
| 楽曲                       | タイアップ | 時期   |
| -------------------------- | --- | ------ |
| HEARTFUL WISH              | ゲーム『リトルウィッチ パルフェ 黒猫魔法店物語』オープニングテーマ                                                                       | 2012年 |
| 風とキミの足跡             | ゲーム『神がかりクロスハート!』エンディングテーマ                                                                                        | 2012年 |
| My Love Story              | ゲーム『HHG 女神の終焉』エンディングテーマ                                                                                               | 2013年 |
| Viva la El fin             | MF文庫Jライトノベル新人賞 審査員特別賞『穢れ聖者のエク・セ・レスタ』イメージソング                                                       | 2013年 |
| My Sphere                  | ゲーム『キスアト』オープニングテーマ | 2014年 |
| タイムカプセル             | ゲーム『D.C.III P.P. 〜ダ・カーポIII プラチナパートナー〜』挿入歌                                                                        | 2014年 |
| White Eternity             | ゲーム『アストラエアの白き永遠』オープニングテーマ PS Vita版ゲーム『アストラエアの白き永遠-White Eternity-』オープニングテーマ（2016年） | 2014年 |
| 世界ノ全部ガ敵ダトシテモ   | ゲーム『ケイオスリングスIII』オープニングテーマ                                                                                          | 2014年 |
| ポップでショックなKISS事件 | ゲーム『トロピカルVACATION』オープニングテーマ                                                                                           | 2014年 |
| 春風センセーション!        | ゲーム『春風センセーション!』オープニングテーマ                                                                                          | 2014年 |
| 優しい世界そして未来へ     | ゲーム『スカイ・ロア』テーマソング | 2014年 |
| True Distance              | ゲーム『ハルキス』オープニングテーマ | 2015年 |
| 探求Dreaming               | テレビアニメ『探偵歌劇 ミルキィホームズ TD』エンディングテーマ                                                                           | 2015年 |
| 想いよ届け                 | ゲーム『ひとつ飛ばし恋愛V』オープニングテーマ                                                                                            | 2015年 |
| NEXT PHASE                 | テレビアニメ『カードファイト!! ヴァンガードG』エンディングテーマ                                                                         | 2015年 |
| Sweety wars❤               | ゲーム『プラマイウォーズ』オープニングテーマ PS Vita版ゲーム『プラマイウォーズV』オープニングテーマ（2016年）                            | 2015年 |
| Sweet Sympathy             | PS Vita版ゲーム『キスアト』オープニングテーマ                                                                                            | 2015年 |
| 盟約の彼方                 | テレビアニメ『ラクエンロジック』エンディングテーマ                                                                                       | 2016年 |
| Baby Call My Name          | ドラマ『だめんずうぉ〜か〜 THE MOVIE ジェラシー編』EDテーマ                                                                              | 2018年 |
| マスカレイド               | 映画『黒看』主題歌 | 2018年 |
| ORATIO                     | テレビアニメ『アラド:逆転の輪』オープニングテーマ                                                                                        | 2020年 |

### 映像作品
|        | 発売日         | タイトル                                                     | 規格品番   | 規格品番   | オリコン 最高位 |
| 限定盤 | 発売日         | タイトル                                                     | 通常盤     |            | オリコン 最高位 |
| ------ | -------------- | ------------------------------------------------------------ | ---------- | ---------- | --------------- |
| 1st    | 2016年5月18日  | 新田恵海1st Live「EMUSIC〜始まりの場所〜」                   | -          | EMTN-10012 | 7位             |
| 2nd    | 2016年10月19日 | 新田恵海 LIVE 2016 EAST EMUSIC〜つなぐメロディー〜           | -          | EMTN-10013 | 18位            |
| 3rd    | 2018年1月17日  | 新田恵海 LIVE 「Trace of EMUSIC 〜THE LIVE・THE HISTORY〜 」 | EMTN-10017 | EMTN-10018 | -               |

### 歌手参加作品
| 発売日   | 商品名 | 歌                                                                 | 楽曲                                            | 備考                                                                            |
| 2011年   | 2011年 | 2011年                                                             | 2011年                                          | 2011年                                                                          |
| -------- | --- | ------------------------------------------------------------------ | ----------------------------------------------- | ------------------------------------------------------------------------------- |
| 4月27日  | 恋と選挙とチョコレート ED主題歌集 「CHOCOLATE SONGS」                                                      | 青海衣更（杏子御津）（コーラス：新田恵海）                         | 「三つ葉のクローバー」                          | ゲーム『恋と選挙とチョコレート』エンディングテーマ                              |
| 4月27日  | 恋と選挙とチョコレート ED主題歌集 「CHOCOLATE SONGS」                                                      | 木場美冬（鳴坂ありす）（コーラス：新田恵海）                       | 「傷つけられるより傷つける方が痛いよ、なんて…」 | ゲーム『恋と選挙とチョコレート』エンディングテーマ                              |
| 5月27日  | 恋と選挙とチョコレート ORIGINAL SOUNDTRACK                                                                 | 住吉千里（杜若桔梗）、森下未散（井ノ原理子）（コーラス：新田恵海） | 「Happiest」                                    | ゲーム『恋と選挙とチョコレート』関連曲                                          |
| 6月24日  | 舞風のメルト -Where leads to feeling destination- 予約特典CD「オリジナルボーカルマキシシングル」           | 佐藤ひろ美（コーラス：新田恵海）                                   | 「Melty Air」                                   | ゲーム『舞風のメルト -Where leads to feeling destination-』オープニングテーマ   |
| 2012年   | |                                                                    |                                                 |                                                                                 |
| 1月27日  | HEARTFUL WISH / リトルアルカディア                                                                         | 新田恵海                                                           | 「HEARTFUL WISH」                               | ゲーム『リトルウィッチ パルフェ 黒猫魔法店物語』オープニングテーマ              |
| 1月27日  | 鬼ごっこ！ オリジナルサウンドトラックス                                                                    | 真理絵（コーラス：新田恵海）                                       | 「百花繚乱ファンタズム」                        | ゲーム『鬼ごっこ！』オープニングテーマ                                          |
| 5月25日  | 神がかりクロスハート！ 初回特典 Sound Track CD「神使」                                                     | 新田恵海                                                           | 「風とキミの足跡」                              | ゲーム『神がかりクロスハート！』エンディングテーマ                              |
| 8月22日  | RiSE | 佐藤ひろ美（コーラス：新田恵海）                                   |                                                 |                                                                                 |
| 8月22日  | RiSE | 佐藤ひろ美（コーラス：新田恵海）                                   | 「Believe Forever」                             | ゲーム『涼風のメルト -Where wishes are drawn to each other-』オープニングテーマ |
| 8月22日  | RiSE | μ、佐藤ひろ美（コーラス：新田恵海）                                | 「カケラ」                                      | ゲーム『理-コトワリ- 〜キミの心の零れた欠片〜』オープニングテーマ               |
| 8月22日  | RiSE | 佐藤ひろ美（コーラス：飛蘭、μ、新田恵海、蒼井翔太、早乙女由香）    | 「ひょっこりひょうたん島」                      |                                                                                 |
| 2013年   | |                                                                    |                                                 |                                                                                 |
| 11月29日 | Rollin' Lonely                                                                                             | 新田恵海                                                           | 「My Love Story」                               | ゲーム『HHG 女神の終焉』エンディングテーマ                                      |
| 2014年   | |                                                                    |                                                 |                                                                                 |
| 1月31日  | キスアト 初回限定版特典 オリジナルサウンドトラック「Melty kiss」                                           | 新田恵海                                                           | 「My Sphere」                                   | ゲーム『キスアト』オープニングテーマ                                            |
| 3月28日  | 第9回MF文庫Jライトノベル新人賞イメージアルバム「STARBURST」                                                | 新田恵海                                                           | 「Viva la El fin」                              | ライトノベル『穢れ聖者のエク・セ・レスタ』イメージソング                        |
| 6月25日  | D.C.III P.P. 〜ダ・カーポIII プラチナパートナー〜 ボーカルミニアルバム                                     | 新田恵海                                                           | 「タイムカプセル」                              | ゲーム『D.C.III P.P. 〜ダ・カーポIII プラチナパートナー〜』挿入歌               |
| -        | - | 新田恵海                                                           | 「ブシロードのテーマ」                          | 『ブシロード』テーマソング                                                      |
| 10月22日 | 世界ノ全部ガ敵ダトシテモ                                                                                   | 新田恵海                                                           | 「世界ノ全部ガ敵ダトシテモ」                    | ゲーム『ケイオスリングスIII』オープニングテーマ                                 |
| 10月31日 | トロピカルVACATION 予約特典「トロピカルVACATION マキシCD」                                                 | 新田恵海                                                           | 「ポップでショックなKISS事件」                  | ゲーム『トロピカルVACATION』オープニングテーマ                                  |
| 11月28日 | 春風センセーション！ 予約特典「春風センセーション！ 主題歌CD」                                             | 新田恵海                                                           | 「春風センセーション！」                        | ゲーム『春風センセーション！』オープニングテーマ                                |
| 12月30日 | アストラエアの白き永遠 オリジナルサウンドトラック プラス                                                   | 新田恵海                                                           | 「White Eternity (opening version)」            | ゲーム『アストラエアの白き永遠』オープニングテーマ                              |
| 12月30日 | アストラエアの白き永遠 オリジナルサウンドトラック プラス                                                   | 新田恵海                                                           | 「アストラル アリア 〜しあわせな永遠へと〜」    | ゲーム『アストラエアの白き永遠』挿入歌                                          |
| 12月30日 | アストラエアの白き永遠 オリジナルサウンドトラック プラス                                                   | 新田恵海                                                           | 「White Eternity 〜Spring is in the air〜」     | ゲーム『アストラエアの白き永遠』関連曲                                          |
| 2015年   | |                                                                    |                                                 |                                                                                 |
| 1月30日  | ハルキス 初回特典 オリジナルサウンドトラック「Spring Breeze」                                              | 新田恵海                                                           | 「True Distance」                               | ゲーム『ハルキス』オープニングテーマ                                            |
| 4月24日  | プラマイウォーズ 初回特典「プラマイウォーズ オリジナルサウンドトラック」                                   | 新田恵海                                                           | 「Sweety wars❤」                                | ゲーム『プラマイウォーズ』オープニングテーマ                                    |
| 8月28日  | ラブ+I・N・G                                                                                               | つん♡へご                                                          | 「ラブ+I・N・G」                                | テレビ『アニソンCLUB!-i』テーマソング                                           |
| -        | - | 新田恵海                                                           | 「Believe in yourself」                         | ゲーム『スクール オブ ラグナロク』挿入歌                                        |
| 11月26日 | PS Vita版ゲーム キスアト 完全生産限定版特典 オリジナルサウンドトラック「Melty kiss」                       | 新田恵海                                                           | 「My Sphere」                                   | ゲーム『キスアト』オープニングテーマ                                            |
| 11月26日 | PS Vita版ゲーム キスアト 完全生産限定版特典 PS Vita版キスアト オープニングマキシシングル「Sweet Sympathy」 | 新田恵海                                                           | 「Sweet Sympathy」                              | PS Vita版ゲーム『キスアト』オープニングテーマ                                   |
| 2018年   | |                                                                    |                                                 |                                                                                 |
| 3月7日   | MUSICALOID #38                                                                                             | 神田沙也加 with 速水奨、江口拓也、新田恵海                         | 「Crazy ∞ nighT」                               |                                                                                 |
| 2021年   | |                                                                    |                                                 |                                                                                 |
| 2月3日   | Longing for! / まひるいろシエスタ                                                                          | 新田恵海                                                           | 「Longing for!」                                | テレビアニメ『アズールレーン びそくぜんしんっ!』主題歌                          |
| 2022年   | |                                                                    |                                                 |                                                                                 |
| 4月27日  | GATE | Pile、新田恵海                                                     | 「Jumping Higher」                              | Pileの5thアルバム                                                               |
| 2025年   | |                                                                    |                                                 |                                                                                 |
| 2月5日   | Snow halation from CrosSing                                                                                | 新田恵海                                                           | 「Snow halation」                               | μ'sのカバー。 カバーソングプロジェクト「CrosSing」関連曲。                      |

### キャラクターソング
| 発売日   | 商品名 | 歌 | 楽曲                                                                            | 備考                                                                                                   |
| 2011年   | 2011年 | 2011年 | 2011年                                                                          | 2011年                                                                                                 |
| -------- | --- | --- | ------------------------------------------------------------------------------- | --- |
| 1月27日  | 境界線上のホライゾン Blu-ray 第2巻 初回限定盤封入特典 スペシャルCD2                                                | 愛繕 | 「Morgen-Nacht」                                                                | テレビアニメ『境界線上のホライゾン』関連曲                                                             |
| 2月24日  | 境界線上のホライゾ Blu-ray 第3巻 初回限定盤封入特典 スペシャルCD3                                                  | 愛繕 | 「Streiken Schreck」                                                            | テレビアニメ『境界線上のホライゾン』関連曲                                                             |
| 8月22日  | 境界線上のホライゾン 演目披露 第5弾 マルガ・ナルゼ                                                                 | マルガ・ナルゼ（新田恵海） | 「M.H.R.R.対黒魔術部隊・第十九隊"Schwarz Himmel"」 「勇気の御茶会」             | テレビアニメ『境界線上のホライゾン』関連曲                                                             |
| 8月26日  | D.C.III 〜ダ・カーポIII〜 キャラクターソングコレクション Vol.1                                                     | 森園立夏（新田恵海） | 「国語・数学・立夏...恋愛！」                                                   | 『D.C.III 〜ダ・カーポIII〜』関連曲                                                                    |
| 9月22日  | D.C.III 〜ダ・カーポIII〜 ドラマCDコレクション vol.I feat.森園立夏                                                 | 森園立夏（新田恵海） | 「ダ・カーポIII 〜キミにささげる あいのマホウ〜（Ricca in KARAOKE room Ver.）」 | 『D.C.III 〜ダ・カーポIII〜』関連曲                                                                    |
| 10月26日 | 境界線上のホライゾンII Blu-ray 第2巻 初回限定盤封入特典 スペシャルCD2                                              | 愛繕 | 「黒金屋-Eisen・テーマ曲」                                                      | テレビアニメ『境界線上のホライゾン』関連曲                                                             |
| 12月26日 | 境界線上のホライゾンII Blu-ray 第4巻 初回限定盤封入特典 スペシャルCD4                                              | 愛繕 | 「キンコンカンコン」                                                            | テレビアニメ『境界線上のホライゾン』関連曲                                                             |
| 2013年   | | |                                                                                 | |
| 1月23日  | サクラハッピーイノベーション                                                                                       | 森園立夏（新田恵海）、芳乃シャルル（宮崎羽衣）、葛木姫乃（佐々木未来）、瑠川さら（桜咲千依）、陽ノ下葵（海保えりか）                                                                      | 「サクラハッピーイノベーション」                                                | テレビアニメ『D.C.III 〜ダ・カーポIII〜』オープニングテーマ                                            |
| 1月23日  | サクラハッピーイノベーション                                                                                       | 森園立夏（新田恵海）、芳乃シャルル（宮崎羽衣）、葛木姫乃（佐々木未来）、瑠川さら（桜咲千依）、陽ノ下葵（海保えりか）                                                                      | 「サクラサクミライコイユメ（feat.風見学園新聞部）」                             | テレビアニメ『D.C.III 〜ダ・カーポIII〜』関連曲                                                        |
| 2月13日  | 会いたいよ/メグル/REFLECTION                                                                                       | 森園立夏（新田恵海） | 「REFLECTION」                                                                  | テレビアニメ『D.C.III 〜ダ・カーポIII〜』エンディングテーマ                                            |
| 4月24日  | 天使たちの福音〜 feat.μ's                                                                                          | 早乙女リリエル/矢澤にこ（徳井青空）、竜崎クロウエル/高坂穂乃果（新田恵海）、白鳥ラナエル/絢瀬絵里（南條愛乃）、綾小路シェリエル/東條希（楠田亜衣奈）、東條ネルエル/小泉花陽（久保ユリカ） | 「革命ですね？神様！」                                                          | ゲーム『神様と運命革命のパラドクス』関連曲                                                             |
| 4月24日  | 天使たちの福音〜 feat.μ's                                                                                          | 竜崎クロウエル/高坂穂乃果（新田恵海） | 「閃光Resolution」                                                              | ゲーム『神様と運命革命のパラドクス』関連曲                                                             |
| 11月27日 | TVアニメ『勇者になれなかった俺は しぶしぶ就職を決意しました。』キャラクターソング エキストラレボリューション       | KANBAN娘。 | 「エキストラレボリューション（キャラバージョン）」                              | テレビアニメ『勇者になれなかった俺はしぶしぶ就職を決意しました。』関連曲                               |
| 11月27日 | TVアニメ『勇者になれなかった俺は しぶしぶ就職を決意しました。』キャラクターソング エキストラレボリューション       | フィノ（田所あずさ）、エルザ（新田恵海）、アイリ（岩崎可苗）、ラム（山田奈都美） | 「レンアイカスタマーサービス！」                                                | ラジオ『しぶラジ ファミレス編』オープニングテーマ                                                      |
| 12月29日 | 1000ちゃん公式読本「1000載1遇」                                                                                    | 1000ちゃん（新田恵海） | 「1000☆CHANCE!!」 「銀色*粉雪*SnowDays」                                        | 『1000ちゃん』関連曲                                                                                   |
| 2014年   | | |                                                                                 | |
| 12月28日 | 1000☆SATIONAL!! | 1000ちゃん（新田恵海） | 「流れ星☆彡StarLight」 「ランチタイム♡Rhapsody 」                               | 『1000ちゃん』関連曲                                                                                   |
| 12月28日 | 1000☆SATIONAL!! | 1000ちゃん（新田恵海）、ミリオ（渕上舞） | 「夏☆DASH!!」                                                                   | 『1000ちゃん』関連曲                                                                                   |
| 2015年   | | |                                                                                 | |
| 3月25日  | Phantasista/Dreamcasting                                                                                           | TAKUYA（蒼井翔太）、YUMI（新田恵海） | 「Phantasista -stage ver.-」                                                    | 舞台『ファンタシースターオンライン2 -ON STAGE-』主題歌                                                 |
| 3月25日  | Phantasista/Dreamcasting                                                                                           | YUMI（新田恵海） | 「Phantasista -YUMI solo ver.-」                                                | 舞台『ファンタシースターオンライン2 -ON STAGE-』関連曲                                                 |
| 3月25日  | Phantasista/Dreamcasting                                                                                           | YUMI（新田恵海） | 「Dreamcasting」                                                                | 舞台『ファンタシースターオンライン2 -ON STAGE-』挿入歌                                                 |
| 3月25日  | 普通の女子校生が【ろこどる】やってみた。 Vol.7 初回生産特典「AWA2GiRLSオリジナルソング他全6曲ダウンロードコード」  | AWA2GiRLS | 「ミス・マーメイド -The Myth Mermaid-」 「あぁ流れ川」                          | OVA『普通の女子校生が【ろこどる】やってみた。』挿入歌                                                  |
| 3月25日  | 普通の女子校生が【ろこどる】やってみた。 Vol.7 初回生産特典「AWA2GiRLSオリジナルソング他全6曲ダウンロードコード」  | 美馬都（新田恵海） | 「ミス・マーメイド -The Myth Mermaid-」                                         | OVA『普通の女子校生が【ろこどる】やってみた。』関連曲                                                  |
| 4月15日  | Treasure Disc | 天城茉莉音（新田恵海）、法条美樹（中津真莉） | 「奇跡の歌」                                                                    | テレビアニメ『探偵歌劇 ミルキィホームズ TD』挿入歌                                                     |
| 4月15日  | Treasure Disc | ミルキィホームズ、ミルキィホームズ フェザーズ、明智小衣（南條愛乃）、天城茉莉音（新田恵海）                                                                                               | 「いい日TD」                                                                    | テレビアニメ『探偵歌劇 ミルキィホームズ TD』挿入歌                                                     |
| 6月4日   | いまじん店舗予約特典『STELLA GLOW』歌魔法CD モルディモルトVer.                                                     | モルディモルト（新田恵海） | 「赤い銀河」                                                                    | ゲーム『STELLA GLOW』挿入歌                                                                            |
| -        | - | モルディモルト（新田恵海） | 「黒き迷宮」                                                                    | ゲーム『STELLA GLOW』挿入歌                                                                            |
| 8月19日  | 探偵歌劇 ミルキィホームズ TD 第6巻Blu-ray初回生産限定特典CD「奇跡の歌」                                            | 天城茉莉音（新田恵海） | 「奇跡の歌」（オリジナルVer.）                                                  | テレビアニメ『探偵歌劇 ミルキィホームズ TD』関連曲                                                     |
| 9月9日   | 実は私は キャラクターソング vol.3                                                                                  | 紅本茜（M・A・O）、紅本明里（新田恵海） | 「サタニックサーファー」                                                        | テレビアニメ『実は私は』挿入歌                                                                         |
| 9月9日   | 実は私は キャラクターソング vol.3                                                                                  | 紅本明里（新田恵海） | 「Day By Day」                                                                  | テレビアニメ『実は私は』関連曲                                                                         |
| 12月29日 | 1000☆PARTY!! | 1000ちゃん（新田恵海） | 「ウルトラ☀オレンジ☀ハイテンション」 「PARTY×PARTY!!」                          | 『1000ちゃん』関連曲                                                                                   |
| 12月29日 | 1000☆PARTY!! | 1000ちゃん（新田恵海）、プリマ（洲崎綾） | 「涙色♦アバンチュール」                                                         | 『1000ちゃん』関連曲                                                                                   |
| 12月29日 | 1000☆PARTY!! | 1000ちゃん（新田恵海）、ミリオ（渕上舞）、プリマ（洲崎綾） | 「PARTY×PARTY!!」                                                               | ライブ『1000☆PARTY!!2015』テーマソング                                                                 |
| 12月29日 | CHUNITHM オリジナルサウンドトラック Change Our MIRAI!                                                              | イロドリミドリ | 「Change Our MIRAI!」                                                           | ゲーム『チュウニズム』関連曲                                                                           |
| 12月29日 | CHUNITHM オリジナルサウンドトラック Change Our MIRAI!                                                              | 明坂芹菜（新田恵海） | 「Change Our MIRAI!」                                                           | ゲーム『チュウニズム』関連曲                                                                           |
| 2016年   | | |                                                                                 | |
| 2月10日  | 「変則系クアドラングル」キャラクターソングVol.1「ミオ」                                                            | ミオ（新田恵海） | 「Re:youth」                                                                    | 漫画『変則系クアドラングル』第3巻 テレビCMソング                                                       |
| 2月20日  | CHUNITHM オリジナルサウンドトラック 無敵We are one!!                                                               | イロドリミドリ | 「無敵We are one!!」                                                            | ゲーム『チュウニズム』関連曲                                                                           |
| 2月20日  | CHUNITHM オリジナルサウンドトラック 無敵We are one!!                                                               | 明坂芹菜（新田恵海） | 「無敵We are one!!」                                                            | ゲーム『チュウニズム』関連曲                                                                           |
| 3月23日  | 明日は少し笑ってみよう                                                                                             | 桐原アイ（新田恵海） | 「Hello」 「Calling me」                                                        | テレビ『アイキャラ』関連曲                                                                             |
| 3月23日  | 明日は少し笑ってみよう                                                                                             | 桐原アイ（新田恵海） | 「君をのせて」                                                                  | アニメ映画『天空の城ラピュタ』主題歌カバー曲                                                           |
| 5月3日   | 1000mm☆OUR DANCE!!                                                                                                 | 1000ちゃん（新田恵海） | 「音頭-DE☆Dance×2」                                                             | 『1000ちゃん』関連曲                                                                                   |
| 5月3日   | 1000mm☆OUR DANCE!!                                                                                                 | 1000ちゃん（新田恵海）、ミリオ（渕上舞） | 「夏☆DASH!! OUR DANCE!! ver.」                                                  | 『1000ちゃん』関連曲                                                                                   |
| 5月8日   | Help me, あーりん！/なるとなぎのパーフェクトロックンロール教室                                                     | 明坂芹菜（新田恵海）、御形アリシアナ（福原綾香）、天王洲なずな（山本彩乃） | 「Help me, あーりん！」                                                         | ゲーム『チュウニズム』関連曲                                                                           |
| 7月6日   | テレビアニメ「ファンタシースターオンライン2 ジ アニメーション」キャラクターソングCD                                | シルバ（新田恵海） | 「コケティッシュシンドローム」                                                  | テレビアニメ『ファンタシースターオンライン2』関連曲                                                    |
| 8月3日   | ☆STARRY☆ | 1000ちゃん（新田恵海） | 「☆STARRY☆」                                                                    | 『1000ちゃん』関連曲                                                                                   |
| 8月12日  | CHUNITHM オリジナルサウンドトラック 単位                                                                           | 明坂芹菜（新田恵海） | 「ハート・ビート」                                                              | ゲーム『チュウニズム』関連曲                                                                           |
| 8月12日  | CHUNITHM オリジナルサウンドトラック 単位                                                                           | イロドリミドリ | 「Change Our MIRAI!」                                                           | ゲーム『チュウニズム』関連曲                                                                           |
| 8月12日  | CHUNITHM オリジナルサウンドトラック 単位                                                                           | イロドリミドリ | 「無敵We are one!!」                                                            | ゲーム『チュウニズム』関連曲                                                                           |
| 10月28日 | ☆PARTY☆LOVE☆ | 1000ちゃん（新田恵海）、ミリオ（渕上舞）、プリマ（洲崎綾） | 「☆PARTY☆LOVE☆」                                                                | ライブ『1000☆PARTY!!2016』テーマソング                                                                 |
| 12月3日  | Caligula-カリギュラ- オリジナルサウンドトラック                                                                    | RePLiCA | 「idolatry -アイドラトリィ-」                                                   | ゲーム『Caligula -カリギュラ-』主題歌                                                                  |
| 12月23日 | CHUNITHM オリジナルサウンドトラック ドキドキDREAM!!!                                                               | イロドリミドリ | 「ドキドキDREAM!!!」                                                            | ゲーム『チュウニズム』関連曲                                                                           |
| 12月23日 | CHUNITHM オリジナルサウンドトラック ドキドキDREAM!!!                                                               | 明坂芹菜（新田恵海） | 「ドキドキDREAM!!!」                                                            | ゲーム『チュウニズム』関連曲                                                                           |
| 12月24日 | 新田恵海オリジナルドラマCD「クロノティアレコード CHRONOTIER RECORD 〜世界の果てで、歌を唄い続ける少女〜」 travel.1 | クロエ（新田恵海） | 「クロノティアレコード」                                                        | ドラマCD『クロノティアレコード』挿入歌                                                                 |
| 2017年   | | |                                                                                 | |
| 1月11日  | 微熱✝ロマネスク✝                                                                                                   | 1000ちゃん（新田恵海） | 「微熱✝ロマネスク✝」                                                            | 『1000ちゃん』関連曲                                                                                   |
| 1月11日  | 微熱✝ロマネスク✝                                                                                                   | 1000ちゃん（新田恵海）、ミリオ（渕上舞）、プリマ（洲崎綾） | 「☆PARTY☆LOVE☆」                                                                | ライブ『1000☆PARTY!!2016』テーマソング                                                                 |
| 2月22日  | Vanguard Best Album 3 主題歌集 I                                                                                   | 新導クロノ（石井マーク）、綺場シオン（榎木淳弥）、安城トコハ（新田恵海） | 「Hybrid Generation」                                                           | テレビアニメ『カードファイト!! ヴァンガードG』月刊ブシロード付録DVDver限定オリジナルオープニングテーマ |
| 3月15日  | 1000☆SMILE!! | 1000ちゃん（新田恵海）、ミリオ（渕上舞）、プリマ（洲崎綾） | 「☆PARTY☆LOVE☆」 「SMiley☆Place」                                               | 『1000ちゃん』関連曲                                                                                   |
| 3月15日  | 1000☆SMILE!! | 1000ちゃん（新田恵海） | 「微熱✝ロマネスク✝」 「音頭-DE☆Dance×2」 「☆STARRY☆」                           | 『1000ちゃん』関連曲                                                                                   |
| 3月15日  | 1000☆SMILE!! | 1000ちゃん（新田恵海）、ミリオ（渕上舞） | 「夏☆DASH!! OUR DANCE!!ver.」                                                   | 『1000ちゃん』関連曲                                                                                   |
| 3月24日  | TVアニメ「ナゾトキネ」キャラクターソングシリーズ Vol.01「天下一！絆ドライバー」                                    | 宝川日向（新田恵海） | 「天下一！絆ドライバー」                                                        | テレビアニメ『ナゾトキネ』関連曲                                                                       |
| 8月11日  | コミックマーケット92 オーイズミブース購入特典CD「フリフリ♪FEVER NIGHT」                                            | 1000ちゃん（新田恵海）、ミリオ（渕上舞）、プリマ（洲崎綾）、キャスターA（白石稔） | 「フリフリ♪FEVER NIGHT」                                                        | 『1000ちゃん』関連曲                                                                                   |
| 8月11日  | コミックマーケット92 オーイズミブース購入特典CD「フリフリ♪FEVER NIGHT」                                            | 1000ちゃん（新田恵海）、ミリオ（渕上舞）、プリマ（洲崎綾） | 「フリフリ♪FEVER NIGHT with MASTER ver.」                                       | 『1000ちゃん』関連曲                                                                                   |
| 8月23日  | Still | イロドリミドリ | 「Still」                                                                       | ゲーム『チュウニズム』関連曲                                                                           |
| 8月23日  | Still | 明坂芹菜（新田恵海） | 「Still」                                                                       | ゲーム『チュウニズム』関連曲                                                                           |
| 8月25日  | TVアニメ「まけるな!!あくのぐんだん！」Blu-ray特典CD                                                                | KAKUWA☆なれ〜しょんず | 「ねばねばぎっぱー」                                                            | テレビアニメ『まけるな!!あくのぐんだん！』エンディングテーマ                                           |
| 10月4日  | TVアニメ「18if」主題歌集                                                                                           | 美咲（新田恵海） | 「ツバサ」                                                                      | テレビアニメ『18if』第9話エンディングテーマ                                                            |
| 10月18日 | Caligula -カリギュラ- セルフカバーコレクション「ostinato」                                                         | スイートP（新田恵海） | 「トキメキ＊リベリエ」                                                          | ゲーム『Caligula -カリギュラ-』関連曲                                                                  |
| 11月1日  | 推薦 | イロドリミドリ | 「ドキドキDREAM!!!」                                                            | ゲーム『チュウニズム』関連曲                                                                           |
| 11月1日  | 推薦 | 明坂芹菜（新田恵海） | 「SPICY SWINGY STYLE」                                                          | ゲーム『チュウニズム』関連曲                                                                           |
| 11月1日  | 推薦 | イロドリミドリ | 「Still」                                                                       | ゲーム『チュウニズム』関連曲                                                                           |
| 2018年   | | |                                                                                 | |
| 2月7日   | Session High↑ | イロドリミドリ | 「Session High↑」                                                               | ゲーム『チュウニズム』関連曲                                                                           |
| 2月7日   | Session High↑ | 明坂芹菜（新田恵海） | 「Session High↑」                                                               | ゲーム『チュウニズム』関連曲                                                                           |
| 5月23日  | Caligula Overdose/カリギュラ オーバードーズ Original Soundtrack                                                    | RePLiCA | 「Cradle」                                                                      | ゲーム『Caligula Overdose -カリギュラ オーバードーズ-』主題歌                                          |
| 2020年   | | |                                                                                 | |
| 6月24日  | プリンセスコネクト！Re:Dive PRICONNE CHARACTER SONG 16                                                             | マヒル（新田恵海）、リン（小岩井ことり） | 「Heartful Place」                                                              | ゲーム『プリンセスコネクト！Re:Dive』挿入歌                                                            |
| 6月24日  | プリンセスコネクト！Re:Dive PRICONNE CHARACTER SONG 16                                                             | マヒル（新田恵海） | 「Heartful Place」                                                              | ゲーム『プリンセスコネクト！Re:Dive』挿入歌                                                            |
| 2021年   | | |                                                                                 | |
| 12月22日 | Cheer球部！ユニットミニアルバム                                                                                    | SIRIUS** | 「SHINE FOR YOU**」                                                             | 『Cheer球部！』関連曲                                                                                  |
| 2022年   | | |                                                                                 | |
| 3月30日  | Cheer球部！トップオブダイヤモンド 2nd Battle CD「薄紅のカノン / アーティスティック☆ドリーマー」                    | SIRIUS** | 「シリウス」                                                                    | 『Cheer球部！』関連曲                                                                                  |
| 2024年   | | |                                                                                 | |
| 6月26日  | 命題と偶像 | 白波アマノ（新田恵海） | 「Be The Idol!!」                                                               | ゲーム『De:Lithe Last Memories』関連曲                                                                 |
| 9月20日  | Bring the LOVE！                                                                                                   | 渡辺曜（斉藤朱夏）、上原歩夢（大西亜玖璃）、澁谷かのん（伊達さゆり）、日野下花帆（楡井希実）、高坂穂乃果（新田恵海）                                                                      | 「Bring the LOVE！」                                                            | ライブイベント『LoveLive! Series Asia Tour 2024 ～みんなで叶える物語～』テーマソング                   |
| 2025年   | | |                                                                                 | |
| 6月4日   | 素敵☆Brand New World!!                                                                                             | 1000ちゃん（新田恵海）、ミリオ（渕上舞）、プリマ（洲崎綾） | 「素敵☆Brand New World!!」                                                      | 『LBパチスロ1000ちゃんA』関連楽曲                                                                      |

## ライブ・イベント

### 合同ライブ
| 出演日         | タイトル | 会場                                    | 備考 |
| -------------- | --- | --------------------------------------- | --- |
| 2013年1月31日  | Neo generation Lives Vol.01 | 恵比寿天窓.switch（東京都）             | |
| 2013年4月28日  | Neo generation Lives Vol.03 | 晴れたら空に豆まいて（東京都）          | |
| 2013年7月27日  | Neo generation Lives Vol.04 | duo MUSIC EXCHANGE（東京都）            | |
| 2013年11月14日 | Neo generation Lives Vol.05 | duo MUSIC EXCHANGE（東京都）            | |
| 2014年7月6日   | Bangkok Comic Con 2014 | ロイヤル・パラゴン・ホール（バンコク）  | |
| 2014年8月13日  | S夏祭り（S祭り） | Shibuya O-EAST（東京都）                | |
| 2014年8月16日  | a-nation island powered by inゼリー あに☆ぱら〜anime paradise〜                                                                                             | 国立代々木競技場第二体育館（東京都）    | |
| 2014年10月20日 | Neo generation Lives Vol.06 | duo MUSIC EXCHANGE（東京都）            | |
| 2014年11月16日 | S秋祭り | あるあるYY劇場（福岡県）                | 全2公演 |
| 2015年1月24日  | リスアニ! LIVE-5 SATURDAY STAGE | 日本武道館（東京都）                    | |
| 2015年5月2日   | ライブ 探偵歌劇 ミルキィホームズ TD『とろとろどんどん』 | パシフィコ横浜 国立大ホール（神奈川県） | |
| 2015年5月17日  | KiraKira Anisong Night | 香港理工大学賽馬会綜芸館（香港）        | |
| 2015年8月16日  | S夏祭り2015 | 東京キネマ倶楽部（東京都）              | |
| 2015年8月30日  | Animelo Summer Live 2015 -THE GATE- | さいたまスーパーアリーナ（埼玉県）      | |
| 2015年10月10日 | 1000☆PARTY!!2015 〜thousand and one〜 | ディファ有明（東京都）                  | |
| 2015年10月17日 | animeloLIVE! Presents アニソンCLUB! i vol.10 in 大宮ソニックシティ アニソンラブ学園 オープンキャンパス 〜うたおう！おどろう！ラブは第二次成長期〜           | 大宮ソニックシティ（埼玉県）            | |
| 2015年11月23日 | 『PSO』シリーズ15周年記念コンサート「シンパシー2015」 | パシフィコ横浜 国立大ホール（神奈川県） | |
| 2015年12月13日 | ミルキィホームズPresents ブシロードライブ 2015 | 有明コロシアム（東京都）                | |
| 2015年12月26日 | S冬祭り2015 | 東京国際フォーラムC（東京都）           | |
| 2016年2月12日  | animeloLIVE! Presents アニソンCLUB! i vol.12 in ニッショーホール アニソンラブ学園 オープンキャンパス 〜Gimme that Tune! Hey, Go!!! ラブは魔法のアイコトバ〜 | ニッショーホール（東京都）              | |
| 2016年4月30日  | 大ヴァンガ祭×大バディ祭 2016 | 東京ビッグサイト（東京都）              | |
| 2016年6月11日  | Windmill Live 2016 | 品川ステラボール（東京都）              | |
| 2016年7月10日  | C3 CharaExpo 2016 | シンガポール・エキスポ（シンガポール）  | |
| 2016年7月17日  | 南京 Good Job Lily 夏日祭 | 南京国際展覧中心（南京市）              | |
| 2016年7月24日  | Bilibili Macro Link 2016 | メルセデス・ベンツアリーナ（上海市）    | |
| 2016年9月13日  | アイキャラFes vol.1 | LIQUIDROOM（東京都）                    | |
| 2016年9月19日  | animeloLIVE! Presents アニソンCLUB! VOL.03 | ディファ有明（東京都）                  | 全2公演 |
| 2016年9月24日  | 「普通の女子校生が【ろこどる】やってみた。」OVA Vol.2発売記念イベント「ロコドルフェスタ」                                                                   | 市川市文化会館（千葉県）                | |
| 2016年11月5日  | 1000☆PARTY!!2016 〜A chance in thousands〜 | ディファ有明（東京都）                  | |
| 2016年12月4日  | リスアニ！LIVE TAIWAN SUNDAY STAGE | 台北國際會議中心（台北市）              | |
| 2017年7月30日  | ブシロードカードゲームライブ with 戦略発表会2017夏 | 有明コロシアム（東京都）                | ソロアーティストとしての出演のほか、ミルキィホームズではシャーロック・シェリンフォード(三森すずこ)のパートを代行して歌唱。 |
| 2017年8月12日  | リスアニ！PARK Vol.01 | 新木場STUDIO COAST（東京都）            | |
| 2017年11月5日  | イロドリミドリLIVE'17 第1話「Still Going On!!!!!!!」 | 赤坂BLITZ（東京都）                     | |
| 2017年11月25日 | 1000☆PARTY!!2017 〜Thousand Fever Nights〜 | 豊洲PIT（東京都）                       | |
| 2017年12月28日 | MUSIC B.B.Presents アニソンB.B. | TSUTAYA O-EAST（東京都）                | |
| 2018年4月21日  | ANIMAX MUSIX 2018 Guangzhou | 広州体育館1号館（広州市）               | |
| 2018年4月30日  | SAMURAI GIRLS FESTIVAL in JAPAN | ディファ有明（東京都）                  | |
| 2018年6月17日  | リスアニ！PARK Vol.02 | 新木場STUDIO COAST（東京都）            | |

### 単独イベント
| 出演日         | タイトル                                                                           | 会場                                                         | 備考    |
| -------------- | ---------------------------------------------------------------------------------- | ------------------------------------------------------------ | ------- |
| 2014年12月11日 | 新田恵海バースデーイベント「えみつんの わ＊〜出逢ってくれてありがとう〜」          | -（東京都）                                                  | 全2公演 |
| 2015年12月10日 | 新田恵海バースデーイベント「えみつんの わ＊〜出逢ってくれてありがとう2015〜」      | バトゥール東京（東京都）                                     | 全2公演 |
| 2016年5月21日  | 桐原アイ「明日は少し笑ってみよう」リリース記念イベント                             | 科学技術館サイエンスホール（東京都）                         |         |
| 2016年8月20日  | つんらじ100回記念「恵海の家 〜夏の想い出製作所〜」                                 | 科学技術館サイエンスホール（東京都）                         | 全2公演 |
| 2016年9月3日   | 新田惠海 In Taiwan 海外個人見面會「從此刻開始，與EMTN一同EMUSIC〜Hello！ 台灣〜」  | 花漾Hana展演空間（台北市）                                   | 全2公演 |
| 2016年9月11日  | 新田惠海2016上海见面会                                                             | 上海音楽学院賀緑汀音楽ホール（上海市）                       |         |
| 2016年12月10日 | EmiRing◎Special Dec. 〜Happy Birthday〜                                            | ユナイテッド・シネマ豊洲（東京都）                           | 全2公演 |
| 2016年12月24日 | EmiRing◎Special Dec. 〜Merry Christmas〜                                           | 日本橋三井ホール（東京都）                                   | 全2公演 |
| 2017年1月7日   | つんらじpresents 新田恵海2017新春イベント 謹賀つん年                               | 科学技術館サイエンスホール（東京都）                         | 全2公演 |
| 2017年3月11日  | 「新田恵海のえみゅーじっく♪まじっく☆」公開録音 〜つんらじ 春のつんまつり〜         | 科学技術館サイエンスホール（東京都）                         | 全2公演 |
| 2017年7月22日  | 新田惠海 第二次台灣見面會「ROCKET HEART in Taiwan」                                | 花漾Hana展演空間（台北市）                                   | 全2公演 |
| 2017年9月9日   | 「新田恵海のえみゅーじっく♪ろけっつ☆」公開録音 〜つんらじ セプつんバーフェス〜     | 科学技術館サイエンスホール（東京都）                         | 全2公演 |
| 2017年10月28日 | えみつん☆Halloween Party☆2017 in サンリオピューロランド                            | サンリオピューロランド（東京都）                             | 全2公演 |
| 2017年12月9日  | EmiRing◎BDE 〜32♡meet you〜 in NAGANO                                              | LIVE HOUSE J（長野県）                                       | 全2公演 |
| 2017年12月10日 | EmiRing◎BDE 〜32♡meet you〜 in TOKYO                                               | 原宿クエストホール（東京都）                                 | 全3公演 |
| 2017年12月24日 | EmiRing◎Merry Christmas Eve☆ supported by レンブラントホテル厚木                   | レンブラントホテル厚木（神奈川県）                           | 全2公演 |
| 2018年4月8日   | 「新田恵海のえみゅーじっく♪ろけっつ☆」公開録音 〜つんらじ スプリングつんカム〜     | 科学技術館サイエンスホール（東京都）                         | 全2公演 |
| 2018年10月28日 | EmiRing◎Fan Meeting 2018 〜Songs&Story〜 in 鹿児島 supported by レンブラントホテル | ベストウェスタンレンブラントホテル鹿児島リゾート（鹿児島県） | 全2公演 |
| 2019年4月14日  | 「つんらじ」リニューアル記念 公開録音イベント                                      | 科学技術館サイエンスホール（東京都）                         | 全2公演 |
| 2019年7月15日  | 「新田恵海のえみゅーじっく♪すぱいす☆」公開録音 〜つんらじハッピーつんデー〜        | 科学技術館サイエンスホール（東京都）                         | 全2公演 |

### ゲスト出演
| 出演日        | タイトル                                        | 会場                     |
| ------------- | ----------------------------------------------- | ------------------------ |
| 2016年8月28日 | Fancy Frontier 開拓動漫祭 28                    | 花博公園爭豔館（台北市） |
| 2017年12月2日 | Pile Live at Budokan 〜Pile feat. ラブライブ!〜 | 日本武道館（東京都）     |